# محمود أحمد السيد (لغوي)
محمود أحمد السيّد (ولد 1939 م) لغوي وتربوي ومفكر سوري ووزير سابق، رئيس مجمع اللغة العربية بدمشق، وعضو مجمع اللغة العربية بالقاهرة، والمدير العام السابق لهيئة الموسوعة العربية. حاصل على جائزة مجمع الملك سلمان العالمي للغة العربية في مجال تعليم لغة الضاد وتعلمها عام 2023م.

## سيرته
من مواليد قرية بعمرة التابعة لمنطقة صافيتا في محافظة طرطوس. حاصل على إجازة في الآداب من جامعة دمشق، وشهادة دكتوراه في التربية من جامعة عين شمس. وهو رئيس مجمع اللغة العربية في دمشق منذ 28 أبريل 2022م.
له ما يزيد على خمسين مؤلفاً منشوراً في مجالات التربية والثقافة واللغة، وما يزيد على مئة بحث منشور في المجلات المتخصصة، وله إسهامات في مجال الإعلام «برامج إذاعية وتلفزية وندوات ثقافية في سورية والكويت وتونس والسعودية والبحرين».
أشرف على خمس وثلاثين رسالة ماجستير ودكتوراه في التربية بجامعة دمشق، وناقش العديد من الرسائل في جامعة السلطان قابوس بسلطنة عمان، وجامعة البحرين، وتونس، والجامعات السورية. وقوّم عدداً من النتاجات الفكرية لأعضاء هيئات التدريس المرشحين للترقية في عدد من جامعات الوطن العربي «الكويت، البحرين، قطر، السعودية، الأردن، الإمارات العربية المتحدة، اليمن، فلسطين».
وهو عضو الهيئة الاستشارية لعدد من المجلات التربوية «مجلة البحوث التربوية في جامعة قطر، والبحوث التربوية في جامعة البحرين، والبحوث التربوية في جامعة الكويت، مجلة اللسان العربي بالمغرب، المجلة التربوية في الجامعة الأردنية، ومجلة مجمع اللغة العربية بالأردن».

## شهاداته
- إجازة في الآداب من قسم اللغة العربية وآدابها بجامعة دمشق عام 1962.
- دبلوم في التربية من كلية التربية بجامعة دمشق عام 1963.
- دبلوم في الإدارة والإشراف التربوي من كلية التربية بجامعة دمشق عام 1964.
- ماجستير في التربية (تخصص مناهج) من كلية التربية بجامعة عين شمس عام 1969.
- دكتوراه في التربية (تخصص مناهج وطرائق تدريس اللغة العربية) من كلية التربية بجامعة عين شمس عام 1972.

## وظائفه ومناصبه
عمل مديرًا عامًّا لهيئة الموسوعة العربية وأستاذًا في كلية التربية بجامعة دمشق، ورئيسًا للجنة التمكين للغة العربية في الجمهورية العربية السورية، ونائبًا لرئيس مجمع اللغة العربية بدمشق في عهد الرئيس الدكتور مروان المحاسني، وعضوَ اتحاد مجامع اللغة العربية بالقاهرة وعضوًا عاملًا في مجمعَي اللغة العربية بدمشق والقاهرة، ورئيسًا لتحرير مجلة التعريب الصادرة عن المركز العربي للتعريب والترجمة والتأليف والنشر التابع للمنظمة العربية للتربية والثقافة والعلوم، ورئيسًا لتحرير مجلة مجمع اللغة العربية بدمشق، وعضوَ مجلس الأمناء في جامعة الوادي الخاصَّة، وعضوَ مجلس الأمناء في جامعة الشام الخاصة، وهو حاليًّا عضو مجلس الأمناء في الجامعة الافتراضية السورية.

### مناصب سابقة
تولى مناصب سيادية وإدارية مهمة، من ذلك أنه عمل:
- وزيرًا للتربية في الجمهورية العربية السورية من عام 2000- 2003.
- وزيرًا للثقافة في الجمهورية العربية السورية من عام 2003- 2006.
- وزيرًا للشؤون الاجتماعية والعمل بالوكالة (أثناء غياب الوزير) بين 2001- 2002.
- مديرًا لقطاع التربية في المنظمة العربية للتربية والثقافة والعلوم «أليكسو» بتونس من عام 1992- 1996.
- خبيرًا في المركز العربي لبحوث التعليم العالي 1984- 1987 وخبيراً في عدة منظمات ووزارات: مكتب اليونسكو الإقليمي للتربية في الدول العربية، مكتب اليونسيف، المجلس العربي للطفولة والتنمية، وزارة التربية بالبحرين، وزارة التربية في دولة الإمارات العربية المتحدة، مشروع الاتحاد الأوروبي لإعداد المعلمين في الأردن، مركز البحوث في اليمن...الخ.
- عميدًا لكلية التربية بجامعة دمشق 1986- 1992.
- أمينًا عامًّا مساعدًا للشبكة العربية لتطوير أعضاء الهيئة التدريسية في جامعات الوطن العربي ومقرها الإسكندرية 1991- 1994.
- عضوَ المكتب التنفيذي لاتحاد الكتاب العرب بدمشق من 1990- 1992.[4]

## أعماله ومؤلفاته

### رسالتا الماجستير والدكتوراه
- دراسة مقارنة بين طرق تدريس قواعد اللغة العربية- رسالة ماجستير غير منشورة في كلية التربية بجامعة عين شمس عام 1969.
- أسس اختيار موضوعات القواعد النحوية في منهج تعليم اللغة العربية في المرحلة الإعدادية في الوطن العربي- رسالة دكتوراه غير منشورة في كلية التربية بجامعة عين شمس عام 1972.[5]

### الكتب المطبوعة
1. دليل المعلم في تعليم المحادثة للأجانب - معهد تعليم اللغة العربية لغير الناطقين بها بدمشق 1974.
2. في قضايا اللغة التربوية - وكالة المطبوعات- الكويت 1978.
3. معجزة الإسلام التربوية - دار البحوث العلمية- الكويت 1978.
4. الموجز في طرائق تدريس اللغة العربية وآدابها - دار العودة- بيروت 1980.
5. الاستعمالات اللغوية النحوية في التعبير - مكتبة الأنوار- دمشق 1980.
6. في طرائق تدريس اللغة العربية - جامعة دمشق 1982.
7. أساسيات القواعد النحوية مصطلحاً وتطبيقاً - دار دمشق 1984.
8. تطوير مناهج القواعد النحوية وأساليب التعبير في مراحل التعليم العام في الوطن العربي - مطبوعات المنظمة العربية للتربية والثقافة والعلوم- تونس 1985.
9. التربية الاجتماعية في القرآن والسنة في موسوعة الفكر التربوي العربي الإسلامي - مطبوعات المنظمة العربية للتربية والثقافة والعلوم- تونس 1988.
10. اللغة تدريساً واكتساباً - دار الفيصل الثقافية- الرياض 1989.
11. الاختبارات الموضوعية المقننة في اللغة العربية بالمرحلة الإعدادية - مطبوعات المنظمة العربية للتربية والثقافة والعلوم- تونس 1990.
12. شؤون لغوية- دار الفكر بدمشق – دمشق 1990.
13. تدريس اللغة العربية بين الواقع والطموح - دار طلاس بدمشق 1990.
14. نصوص مختارة- دار الفكر بدمشق - دمشق 1990.
15. في قضايا التربية المعاصرة - دار الندوة للدراسات والنشر- دمشق 1992.
16. الأدب مفهوماً وتدريساً - دار الندوة للدراسات والنشر- دمشق 1992.
17. علم النفس اللغوي - جامعة دمشق 1992.
18. اللسانيات وتعليم اللغة - دار المعرفة - تونس 1997.
19. الكتاب المرجعي في مجال التربية السكانية بمشاركة آخرين - وزارة التربية السورية ومنظمة اليونسيف - دمشق 2001.
20. بعض السمات البارزة للتربية العربية الإسلامية - مطبعة العجلوني - دمشق 2002.
21. بعض السمات البارزة للمنهج التربوي للدكتور شكري فيصل - مطبعة العجلوني دمشق 2002.
22. في الإعلام التربوي- مطبعة العجلوني بدمشق - دمشق 2002.
23. الآفاق المستقبلية للتربية العربية- مطبعة العجلوني بدمشق – دمشق 2002.
24. في قضايا الثقافة – مطبعة العجلوني بدمشق - دمشق 2002.
25. في تراثنا العربي- مطبعة العجلوني بدمشق – دمشق 2002.
26. في البحث التربوي والتربية الشاملة- مطبعة العجلوني بدمشق – دمشق 2002.
27. من مشكلات النظام التربوي العربي- مطبعة العجلوني - دمشق 2002.
28. الأهداف التربوية في الجمهورية العربية السورية تحليلاً وتصنيفاً - مطبوعات وزارة الثقافة السورية 2004.
29. في الأداء اللغوي - وزارة الثقافة السورية 2004.
30. مقالات في الثقافة - وزارة الثقافة السورية 2004.
31. كلمات تربوية - وزارة الثقافة السورية 2005.
32. كلمات ثقافية - وزارة الثقافة السورية 2005.
33. في طرائق تعليم اللغة للأطفال - وزارة الثقافة السورية 2008.
34. اللغة العربية وتحديات العصر - وزارة الثقافة السورية 2008.
35. اللغة العربية واقعاً وارتقاء - وزارة الثقافة السورية 2010
36. دراسات تربوية - وزارة الثقافة السورية 2010
37. في قضايا التعريب - المركز العربي للتعريب والترجمة والتأليف والنشر- دمشق 2010.
38. الإسهام في الموسوعة العربية الصادرة عن هيئة الموسوعة العربية في سورية بكتابة بحوث فيها.
39. الخطة العامة لتعريب التعليم- المنظمة العربية للتربية والثقافة والعلوم- تونس 2011.
40. نجوم لا تأفل – مطبوعات مجمع اللغة العربية بدمشق عام 2012 .
41. النهوض باللغة العربية والتمكين لها - مطبوعات مجمع اللغة العربية بدمشق عام 2013.
42. الخطة العامة لتنسيق التعريب – مكتب تنسيق التعريب- الرباط 2013.
43. دراسات في المعاصرة والتراث - مطبوعات اتحاد الكتاب العرب بدمشق لعام 2013.
44. حياة الدكتور عبد الوهاب حومد - مطبوعات مجمع اللغة العربية بدمشق عام 2013.
45. الهوية ولغة التعليم في البلاد العربية - مطبوعات مجمع اللغة العربية بدمشق عام 2013 .
46. الدكتور أمجد الطرابلسي: مفكراً ومربياً وأديباً - مطبوعات مجمع اللغة العربية بدمشق عام 2014 .
47. الخطة العامة لتنسيق التعريب في الوطن العربي - مطبوعات مجمع اللغة العربية بدمشق عام 2014.
48. نصوص أدبية مختارة - مطبوعات دار الإعصار العلمي - عمّان
49. في سبيل العربية - الهيئة العامة السورية للكتاب بوزارة الثقافة - دمشق
50. لغتنا الأم العربية الفصيحة - الهيئة العامة السورية للكتاب بوزارة الثقافة - دمشق 2015.
51. الدكتور حكمة هاشم مفكراً جامعياً ومجمعياً - مطبوعات مجمع اللغة العربية – دمشق 2016 .
52. قضايا راهنة للغة العربية - مطبوعات وزارة الثقافة السورية عام 2016.
53. أزاهير أدبية - منشورات دار الشرق - دمشق 2016.
54. طرائق تدريس اللغة العربية (1) - مطبوعات جامعة دمشق 2016.
55. طرائق تدريس اللغة العربية (2) - مطبوعات الجامعة الافتراضية السورية 2016.
56. في رحاب لغتنا العربية - مطبوعات وزارة الثقافة السورية عام 2017.
57. من سمات اللغة العربية ولطائفها - مطبوعات الهيئة العامة السورية للكتاب عام 2018.
58. معجم مصطلحات العلوم التربوية والنفسية، مطبوعات مجمع اللغة العربية بدمشق.[6]

- معجم مصطلحات الإعلام، بالمشاركة، صدر عن مجمع اللغة العربية بدمشق سنة 2022م.[7]

### بحوث ومقالات
1. إعداد معلم اللغة العربية
2. الاتجاهات الجديدة في التربية عند عبد الله عبد الدائم ومحمد عابد الجابري
3. التجديد في مجال تعليم اللغة وتعلمها
4. التجربة السورية في التعليم باللغة الأم
5. التجربة السورية في وضع المصطلحات
6. التربية على المواطنة
7. التعريب قاطرة الأمة للنهوض
8. الرسول الأكرم وبناء الإنسان
9. العزوف عن القراءة رؤية تربوية
10. اللغة العربية في الإعلام المقروء
11. اللغة العربية في الجمهورية العربية السورية واقعاً وطموحاً
12. النهوض باللغة العربية بين التوصيات والممارسات
13. تجليات المقاومة في الشعر العربي المعاصر
14. خصائص الكتابة العلمية باللغة العربية
15. خطة عمل للتمكين للغة العربية
16. طرائق تعليم اللغة للأطفال
17. كلمة الدكتور محمود السيد في حفل تأبين المفكر الكبير د. فاخر عاقل
18. كلمة د. السيد في احتفالية إنشاء مؤسسة جائزة البابطين
19. لغة الإذاعة ومؤهلات مذيع الأخبار
20. لغة الغالب والمغلوب
21. معايير المنهج المدرسي الوثيقة الإقليمية للغة العربية
22. من أسباب تدني مستوى تعليم اللغة العربية
23. من جهود مجمع اللغة العربية بدمشق في وضع المصطلحات
24. من معوقات التعريب في الوطن العربي وسبل تذليلها
25. واقع اللغة العربية في الوطن العربي وآفاق التطوير
26. ثقافتنا بين البناء والهدم
27. الأمن الثقافي العربي
28. الحوار الثقافي في ضوء العولمة
29. الأمن اللغوي ودوره في الحفاظ على هوية الأمة
30. أهمية تدريس العلوم الصحية باللغة العربية
31. تحديات تعليم اللغة العربية في التعليم العام
32. طبيعة العصر وتعليم اللغة
33. في بناء الإنسان

## جوائزه وتكريمه
- حائز على الجائزة التقديرية للتربية من المنظمة العربية للتربية والثقافة والعلوم عام 2002
- مكرَّم من جامعة الدول العربية عام 2008.
- حائز على جائزة الدولة التقديرية في مجال النقد والدراسات والترجمة لعام 2018 من وزارة الثقافة السورية.[8]
- حائز على جائزة مجمع الملك سلمان العالمي للغة العربية (فرع تعليم اللغة العربية وتعلمها) عام 2023م.[1]

## حياته الشخصية
متزوج من المحامية سمية يونس غانم، وله منها أربعة أولاد (ثلاث بنات وصبي واحد):
- الدكتورة الطبيبة شذا محمود السيد متخصصة بالهضمية.
- الدكتورة رفيف محمود السيد متخصصة بالمعلوماتية.
- الدكتورة رنوة محمود السيد متخصصة بالصيدلة.
- الدكتور الطبيب بيان محمود السيد متخصص بالتشريح والجراحة العامة.